# Pepper Peak
Der Pepper Peak ist ein 940 m hoher und spitzer Berg im westantarktischen Queen Elizabeth Land. In der Neptune Range der Pensacola Mountains ragt er 3 km nördlich des Mount Nervo in den Schmidt Hills auf.
Der United States Geological Survey kartierte ihn anhand eigener Vermessungen und Luftaufnahmen der United States Navy aus den Jahren von 1956 bis 1966. Das Advisory Committee on Antarctic Names benannte ihn 1968 nach Clifford G. Pepper (1923–1981), Hospital Corpsman auf der Ellsworth-Station im antarktischen Winter 1958.